# Bohuslavice (Hradec Králové)
Bohuslavice (Hradec Králové) é uma comuna checa localizada na região de Hradec Králové, distrito de Náchod‎.